# Kjell Swanberg
Kjell Swanberg, född 3 februari 1944 i Karlskoga församling, död 16 mars 2008 i Kungsholms församling i Stockholm, var en svensk kåsör och radioprogramledare.

## Biografi
Kjell Swanberg var född och uppväxt vid Svanbergsvägen i Karlskoga, uppkallad efter hans farfar. Han inledde sin karriär med gymnasial humor på Karlskoga högre allmänna läroverk i den stencilerade skoltidningen Karlskoga Högre Allmänna Dagblad.
Swanberg var kåsör på Dagens Nyheter från 2002, och tidigare från 1975 på Svenska Dagbladet, där han även var redaktör för tidningens kåserisida Marginalen. Swanbergs stående inslag på DN:s Namn och Nytt-sida var kåseriet Swanberg swamlar på varje måndag och torsdag.
Han medverkade också periodvis i Sydsvenska Dagbladet och Svenska Mad.
Swanberg var även känd från humorprogrammet Plattetyder i Sveriges Radio, vilket han ledde tillsammans med Bengan Wittström. 
Han var sedan 1971 gift med Lena Katarina Swanberg, och de hade tillsammans barnen Sara, Johanna, Måns och Niklas.